# Гараи, Янош (поэт)
Я́нош Га́раи (венг. Garay János; 10 октября 1812, Сексард, Австрийская империя — 5 ноября 1853) — венгерский поэт и драматург.

## Биография

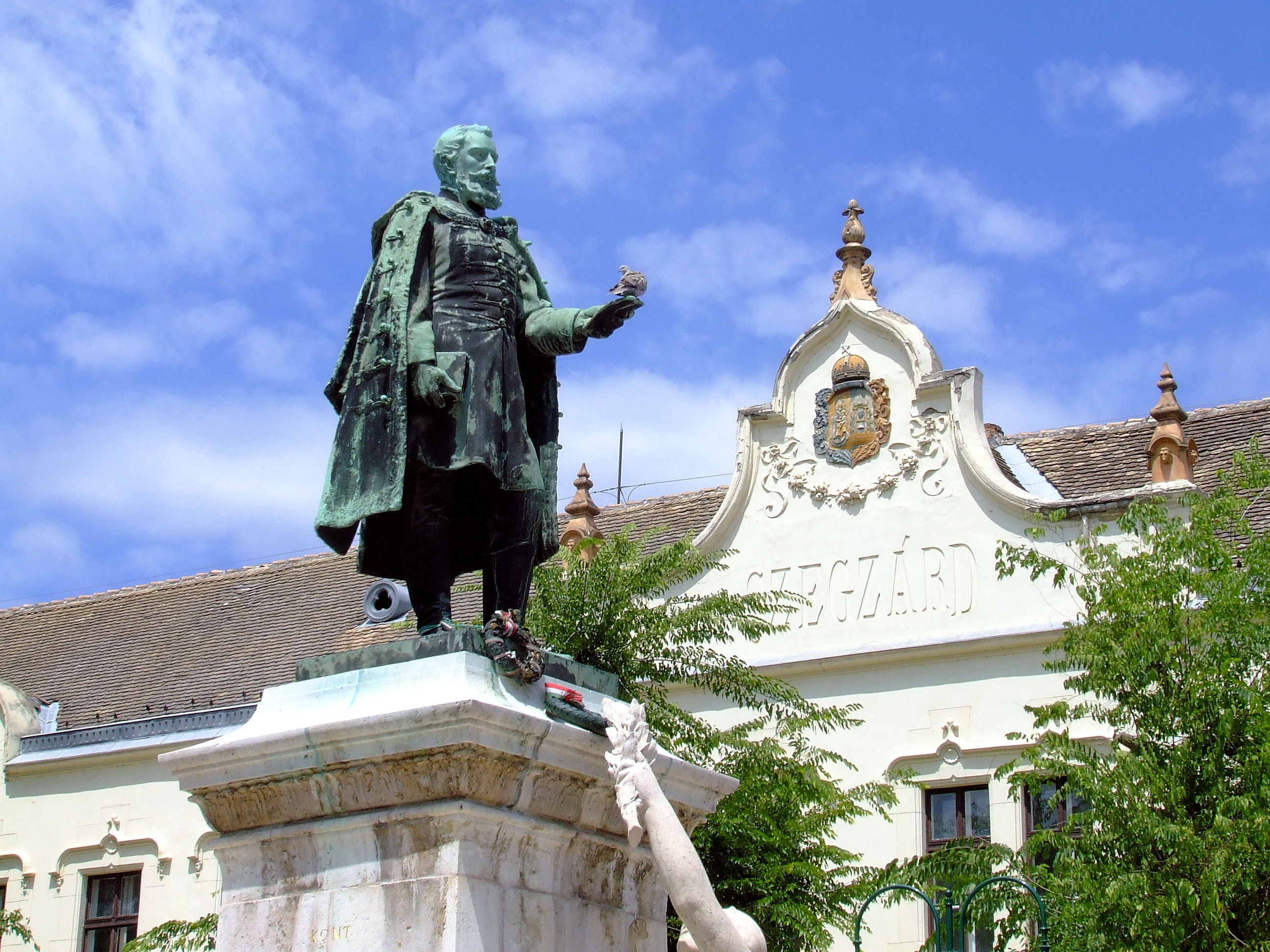
Памятник Яноша Гарая в Сексарде

В 1823—1828 г. обучался в г. Печ, затем, в 1829 году, в университете Пешта.
Активный журналист, в 1838 году переехал в По́жонь (ныне Братислава, Словакия), где редактировал политический журнал Hírnök (рус. Вестник). В 1839 году вернулся в Пешт, где был избран членом-корреспондентом Венгерской академии наук. В 1842 году стал членом литературного общества Пешта (Kisfaludy Társaság).
Основатель Пештского общества драматургов.
В 1848—1849 г. был профессором венгерского языка и литературы в Университете Пешта. В своих стихах поддерживал революцию 1848 года. После подавления Весны народов, подвергался преследованиям властями Габсбургов.
После четырёх лет болезни, умер в большой нужде в 1853 году.

## Творчество
В 1834 году написал гекзаметром героическую поэму под названием «Csatár».
Гараи обогатил венгерскую литературу многочисленными лирическими стихами, балладами и сказками. Первый сборник его стихов был опубликован в Пеште; прозаические рассказы появились в 1845 году. В 1847 издал сборник исторических баллад «Az Árpádok. Történeti balladák- s mondákban» («История Арпадов в балладах и преданиях»).
Писал во всех жанрах — от эпоса до юмористических стихов. Из многочисленных произведений Гарая наиболее значительны баллады на исторические темы («Копт») и комическая поэма «Отставной солдат», построенная на фольклорных мотивах,  — о Яноше-Хари, имя которого стало в Венгрии нарицательным (Яношем-Хари обычно называют бескорыстного лгуна и фантазёра). В отличавшейся бытовым колоритом лирике Яноша Гараи с очевидностью проступает тяготение к жизненной простоте и правдивости. Из патриотических публицистических стихотворений Гарая лучшее — «Свободен ныне Венгрии народ» (1848), посвящённое борьбе за национальное освобождение страны.
По мотивам комической поэмы «Отставной солдат» Яноша Гарая композитор Золтан Кодай в 1926 г. написал оперу «Хари Янош», а позже симфоническую сюиту под тем же названием.